# II powstanie niewolników na Sycylii

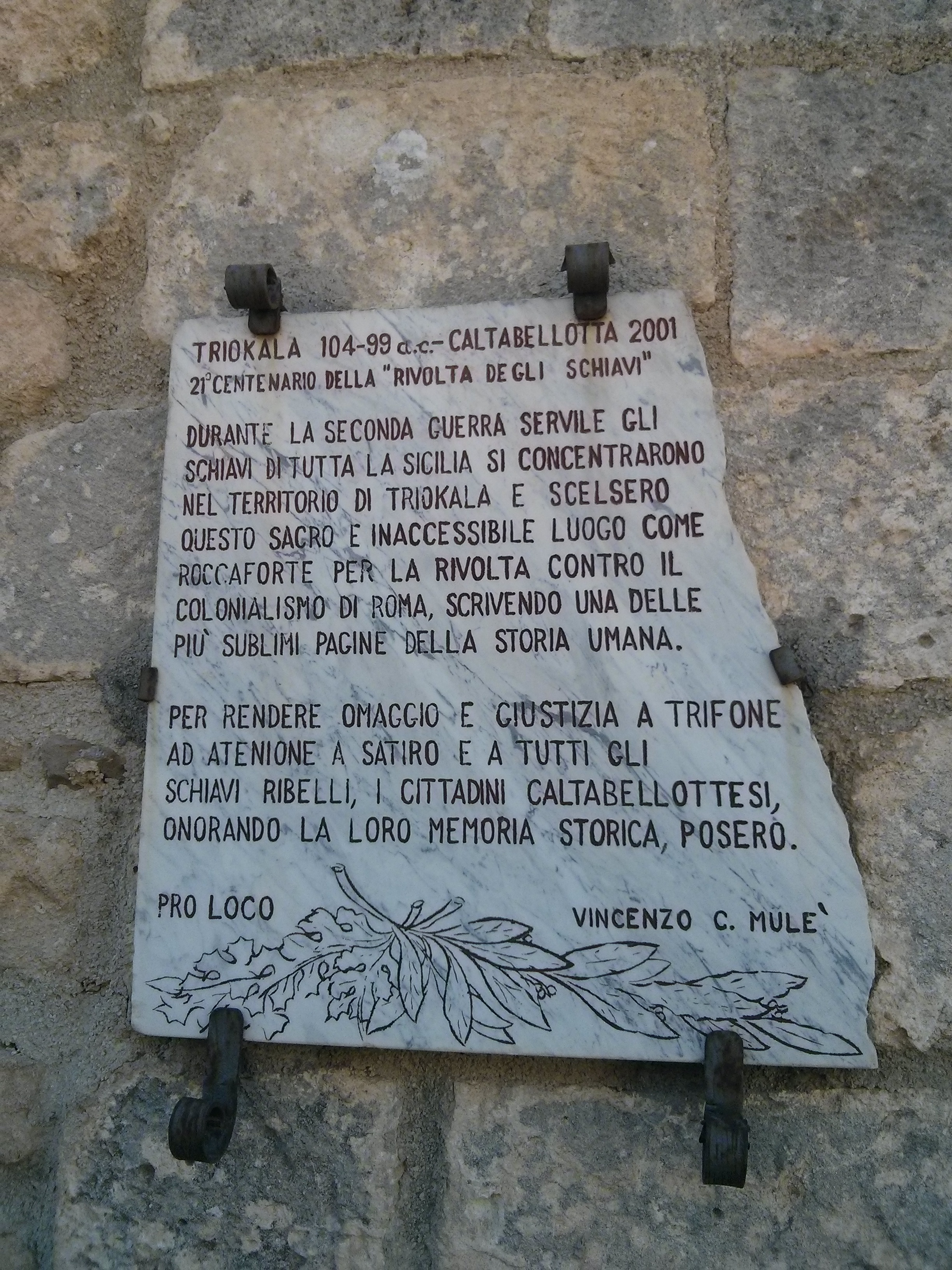
Tablica informacyjna nt. powstania.

II powstanie niewolników na Sycylii – rebelia niewolników skierowana przeciwko władzy Republiki Rzymskiej. Wybuchła w 104 r. p.n.e. i trwała cztery lata, obejmując większość terenów Sycylii. We wschodnim rejonie wyspy czołową postacią powstania był Salwiusz, a na zachodzie wodzem powstańców był Atenion. Wybuch powstania zbiegł się w czasie z problemami Republiki na północnej granicy, co utrudniało szybką pacyfikację Sycylii. Głównym źródłem pisanym dla tego wydarzenia są zachowane fragmenty pism Diodora Sycylijskiego. Zarządcą Sycylii w chwili wybuchu powstania był Publiusz Licyniusz Nerwa.
Z uwagi na przedłużające się wojny władze Republiki Rzymskiej zwróciły się do krajów zależnych o zwiększone kontrybucje, zwłaszcza w postaci siły ludzkiej niezbędnej co zaciągu armii. W odpowiedzi na to żądanie król Bitynii, Nikomedes III, złożył skargę, wskazując, że spełnienie woli Rzymu utrudniają mu praktyki łowców i handlarzy niewolników, którzy regularnie przetrzebiają jego ziemię z poddanych. W związku z tą skargą Republika wydała ustawy ograniczające ten proceder i gwarantujące pewne prawa niewolników i wyzwolenie ich pod pewnymi warunkami; nieprzestrzeganie nowych przepisów na Sycylii podburzyło nastroje buntownicze wśród tamtejszych niewolników i ostatecznie doprowadziło do wybuchu wojny. 
Pierwsze rozruchy miały miejsce w Syrakuzach i zostały stłumione. Równocześnie inna grupa niewolników zabiła swojego właściciela, Publiusza Kloniusza, i zgrupowała się niedaleko Erecla Minoa. Ich liczebność szybko urosła do około 2000 ludzi. Niewolnicy rozbili oddział wojska rzymskiego dowodzony przez Marka Titiniusza. Po zwycięstwie siły powstańców wzrosły do około 6000. Zorganizowali oni wiec i wybrali na swojego wodza Salwiusza, który ogłosił się królem i przyjął imię Tryfon. Swoje rządy, podobnie jak przywódca I powstania sycylijskiego, wzorował na monarchii Seleukidów. Jego tytulatura mogła wskazywać, że uważał się za następcę Eunusa-Antiocha. Jednocześnie spośród najbliższych kompanów ustanowił radę doradców. Symbolika jego otoczenia stanowiła mieszankę rzymskiej symboliki władzy i tradycji wschodnich monarchii hellenistycznych. Historycy nie są zgodni co do tego, czy sposób zarządzania powstaniem przez Tryfona był na tyle rozwinięty, aby móc uznać tereny objęte buntem za osobną organizację państwową.
W okolicach Morgantiny powstańcy rozbili główne siły Publiusza Nerwy. Centrum rebelii była wówczas twierdza Triokala. W wyniku wewnętrznego konfliktu Tryfon pojmał i uwięził drugą najważniejszą postać buntu, Ateniona.
W 103 p.n.e. na następcę Publiusza Nerwy na pozycji zarządcy Sycylii wybrany został Lucjusz Licyniusz Lukullus. Lukullus zebrał wojsko liczące ponad 20000 ludzi i ruszył w kierunku Triokali, a kiedy Tryfon wyszedł mu naprzeciw, pokonał go w bitwie pod Scirthaeą. Tryfon wraz z niedobitkami schronił się w Triokali, którą siły Lukullusa obległy po krótkim marszu. Tam jednak legiony Republiki doznały sromotnej porażki i Lukullus zmuszony był salwować się ucieczką do Syrakuz. 
Na wieść o niepowodzeniach Lukullusa odwołano z funkcji. Jego miejsce zajął Gajusz Serwiliusz Augur, który jednak również nie sprawdził się w zadaniu odbicia Sycylii. W międzyczasie zmarł Tryfon, a jego miejsce zajął uwolniony jeszcze przed bitwą pod Scirthaeą Atenion.  W pewnym momencie terytorialny zasięg władzy Ateniona na wyspie był szerszy niż w czasach pierwszego powstania sycylijskiego. Pacyfikacji powstania dokonał następca Gajusza Serwiliusza Augura, Maniusz Akwiliusz, konsul roku 101 p.n.e. i prokonsul roku 100 p.n.e. Do roku 99 p.n.e. ostatecznie przywrócił on panowanie Republiki nad wyspą i zdobył stolicę rebelii, Triokalę. Atenion zginął w ostatnim starciu powstania, mającym miejsce nad rzeką Verdurą. Niedobitki powstańców obrały na swojego nowego przywódcę wojownika imieniem Satyr, jednak oddziały rzymskie prędko zdławiły i tę ostatnią odsłonę rebelii. Akwiliusz przetransportował ok. 1000 jeńców do Rzymu, gdzie wykonano na nich egzekucję poprzez rzucenie dzikim zwierzętom na pożarcie.